# Susanna Camusso

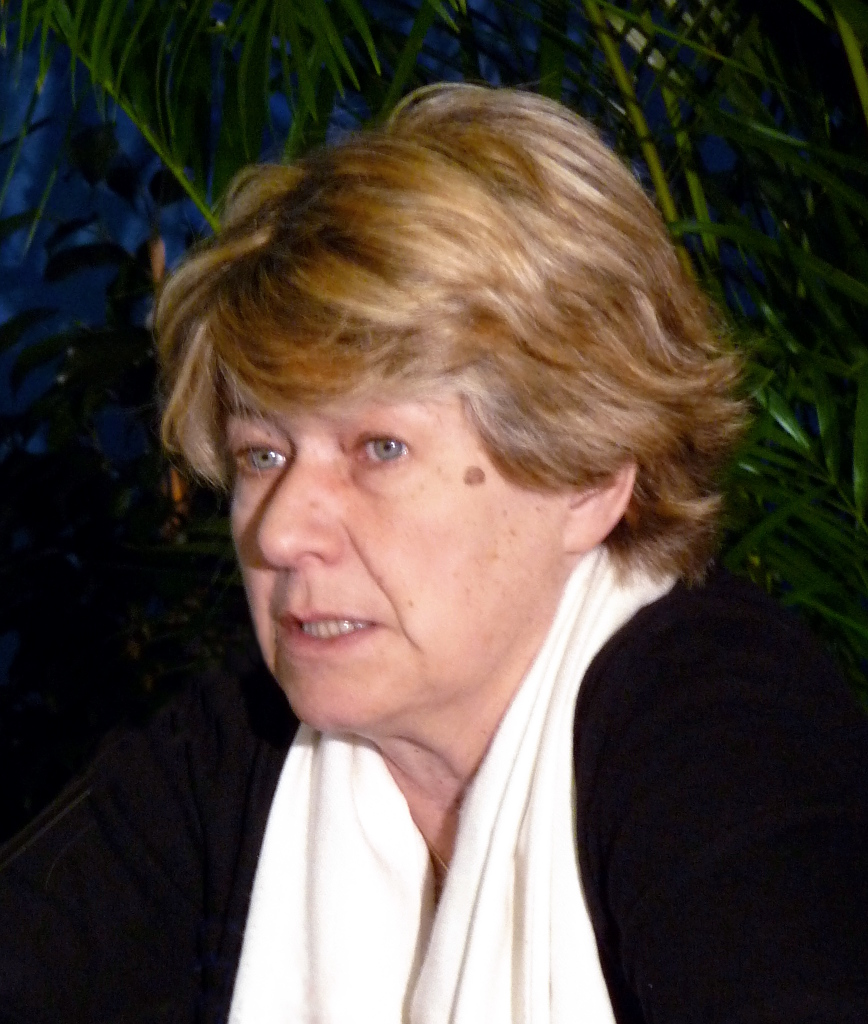
Susanna Camusso

Susanna Camusso, född 14 augusti 1955 i Milano, är en italiensk fackföreningsledare. Hon var generalsekreterare för Italiens största fackliga centralorganisation, Confederazione Generale Italiana del Lavoro (CGIL) 3 november 2010– 24 januari 2019.
Camusso inledde 1977 sin fackliga karriär som organisatör för metallarbetarna. Hon valdes 2010 till generalsekreterare för CGIL med 79,1 procent av rösterna och är den första kvinnan på posten.